# 那覇バス糸満営業所

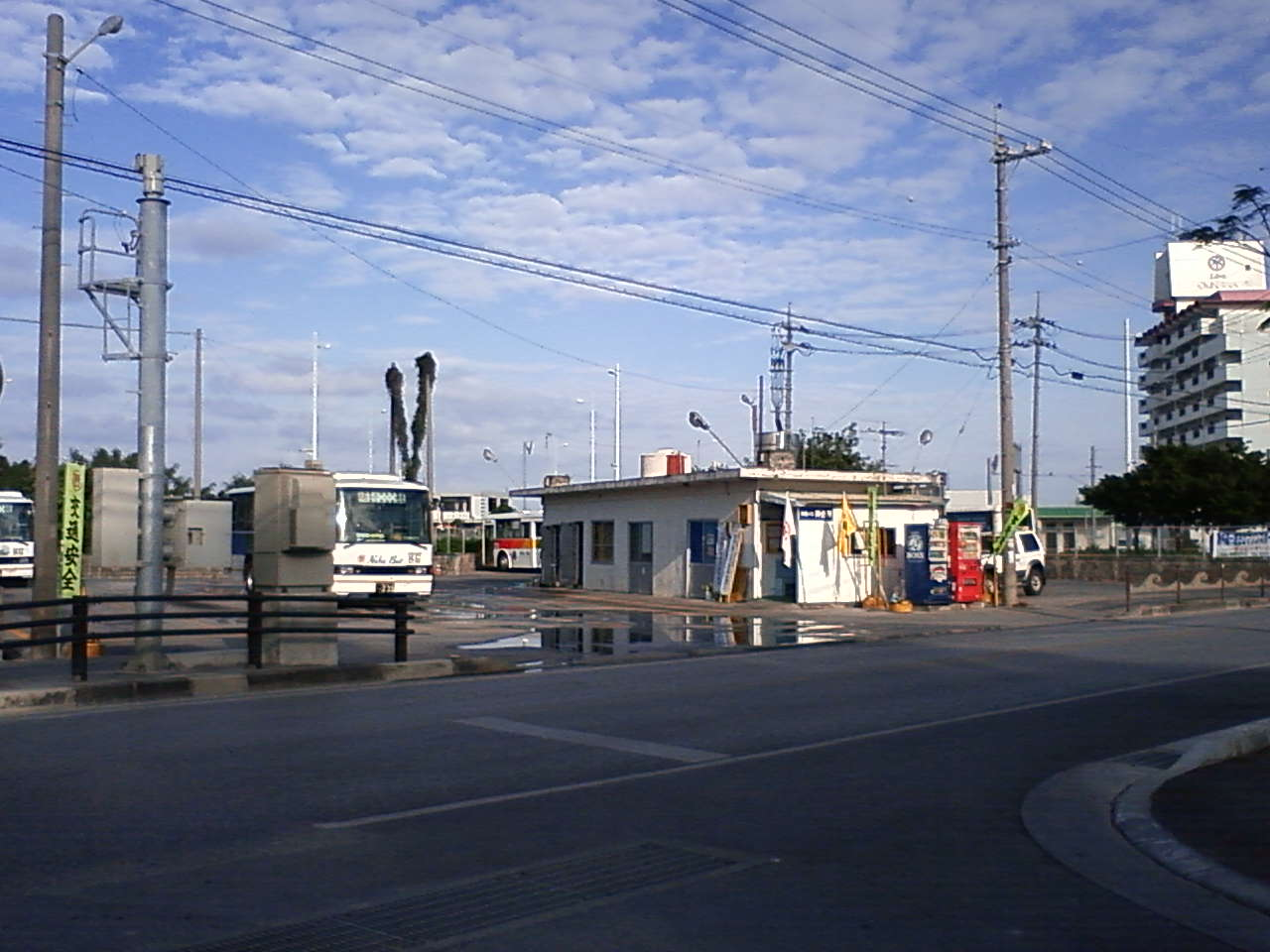
那覇バス糸満営業所

那覇バス糸満営業所（なはバスいとまんえいぎょうしょ）は、沖縄県糸満市真栄里にある那覇バスの管轄する、沖縄本島最南端の路線バス営業所である。当営業所開設により33番（糸満（豊見城）線）が路線を延長した。当初は真栄里ダイヤ調整所という名称だった。2004年7月18日に、那覇交通から引き継がれた際、糸満出張所から糸満営業所へ昇格された。
付近には琉球バス交通、沖縄バスの使用している糸満バスターミナルがあるが、那覇バスの路線は糸満バスターミナルを使用せず、糸満ロータリーから南下した当所が終点となる。そのため、平和祈念公園、ひめゆりの塔などへは、徒歩で付近にある真栄里入口バス停に移動し乗り継ぐ必要がある。

## 経緯
- 1988年7月頃 33番（糸満（豊見城）線）と46番（西原線）が統合され、33番（糸満西原線）として運行を開始。
- 1991年頃 33番の首里経由を鳥堀経由へ変更し、分離する形で46番（糸満西原（鳥堀）線）の運行を開始。
- 2004年7月18日 那覇交通の那覇バスへの経営委譲に伴い、33番（糸満西原（末吉）線）が廃止。
- 2004年9月1日 33番の運行を再開。
- 2018年10月1日 33番・46番が系統分割され、那覇バスターミナル以南の区間は446番となる。

## 周辺
- ロンドンの杜公園
- 糸満市立中央図書館
- 糸満バスターミナル
- タウンプラザかねひで真栄里店
- ローソン糸満真栄里団地前店
- 糸満市立糸満南幼稚園
- 糸満市立糸満南小学校

## 発着路線
| 番号 | 路線       | 主な経由地                                                           | 行先               |
| ---- | ---------- | -------------------------------------------------------------------- | ------------------ |
| 446  | 那覇糸満線 | 糸満ロータリー・保栄茂（豊見城団地）・豊見城・小禄・旭橋・壺川・開南 | 那覇バスターミナル |

## 管轄路線

### 現行路線
- 446番・那覇糸満線

### 廃止された路線
- 33番・糸満（豊見城）線
- 33番・糸満西原（末吉）線
- 46番・糸満西原（鳥堀）線

## 隣のバス停
446番
糸満営業所 - 糸満郵便局前
座標: 北緯26度07分07.3秒 東経127度40分07.6秒 / 北緯26.118694度 東経127.668778度